# Доріппа
Доріппа (грец. Δωρίππη) — персонаж давньогрецької міфології, фракійська рабиня, яку викупив з рабства і зробив своєю дружиною Аній, цар острова Делос, мати трьох дочок Елайо, Спермо і Ойно, яких прозвали енотропами і батьки їх передали під опіку Діонісу, і трьох синів Андроса, Міконоса і Трасоса.